# Sojusze linii lotniczych

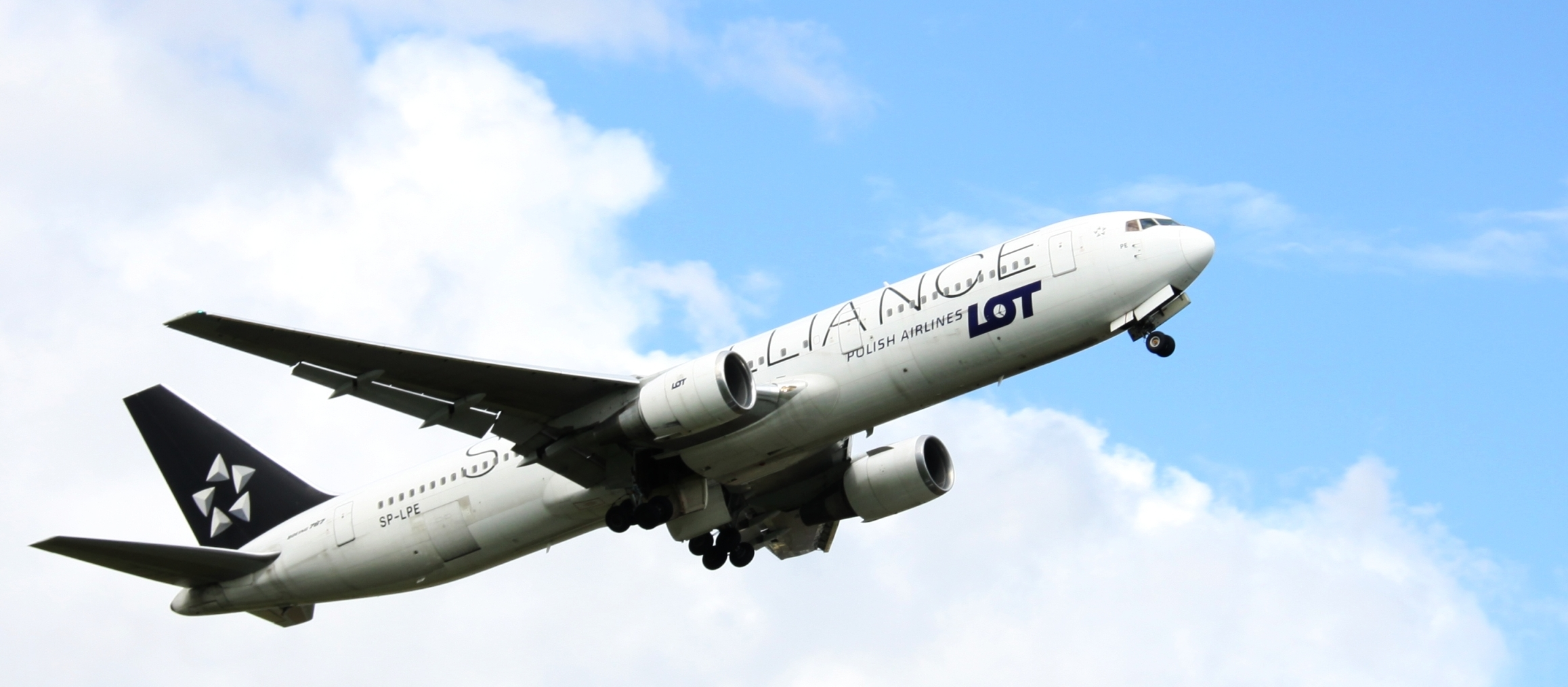
Boeing 767-300 LOT-u w barwach Star Alliance.

Sojusze linii lotniczych tworzone są przez linie lotnicze z różnych krajów w celu optymalizacji sieci połączeń i redukcji kosztów.

## Sojusze linii lotniczych

### Star Alliance
Sojusz założony w 1997, według stanu na lipiec 2025 zrzeszał 25 linii lotniczych:
- Aegean Airlines
- Air Canada
- Air China
- Air India
- Air New Zealand
- All Nippon Airways
- Asiana Airlines
- Austrian Airlines
- Avianca
- Brussels Airlines
- Copa Airlines
- Croatia Airlines
- EgyptAir
- Ethiopian Airlines
- EVA Air
- LOT
- Lufthansa
- Shenzhen Airlines
- Singapore Airlines
- South African Airways
- Swiss International Air Lines
- TAP Portugal
- Thai Airways International

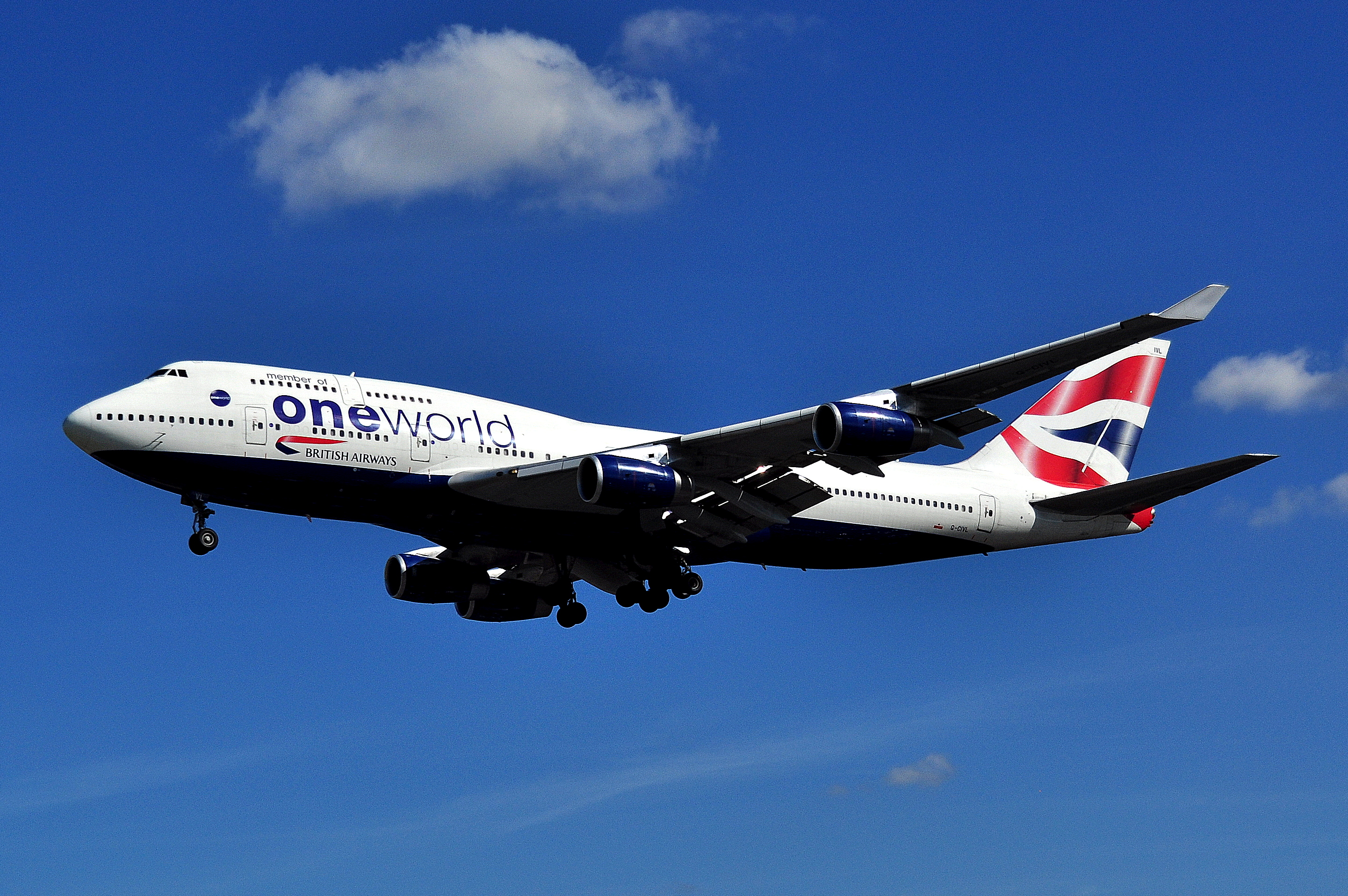
Samolot British Airways w barwach oneworld

- Turkish Airlines
- United Airlines

### Oneworld
Sojusz założony w 1999, według stanu na lipiec 2025 zrzeszał 15 linii lotniczych:

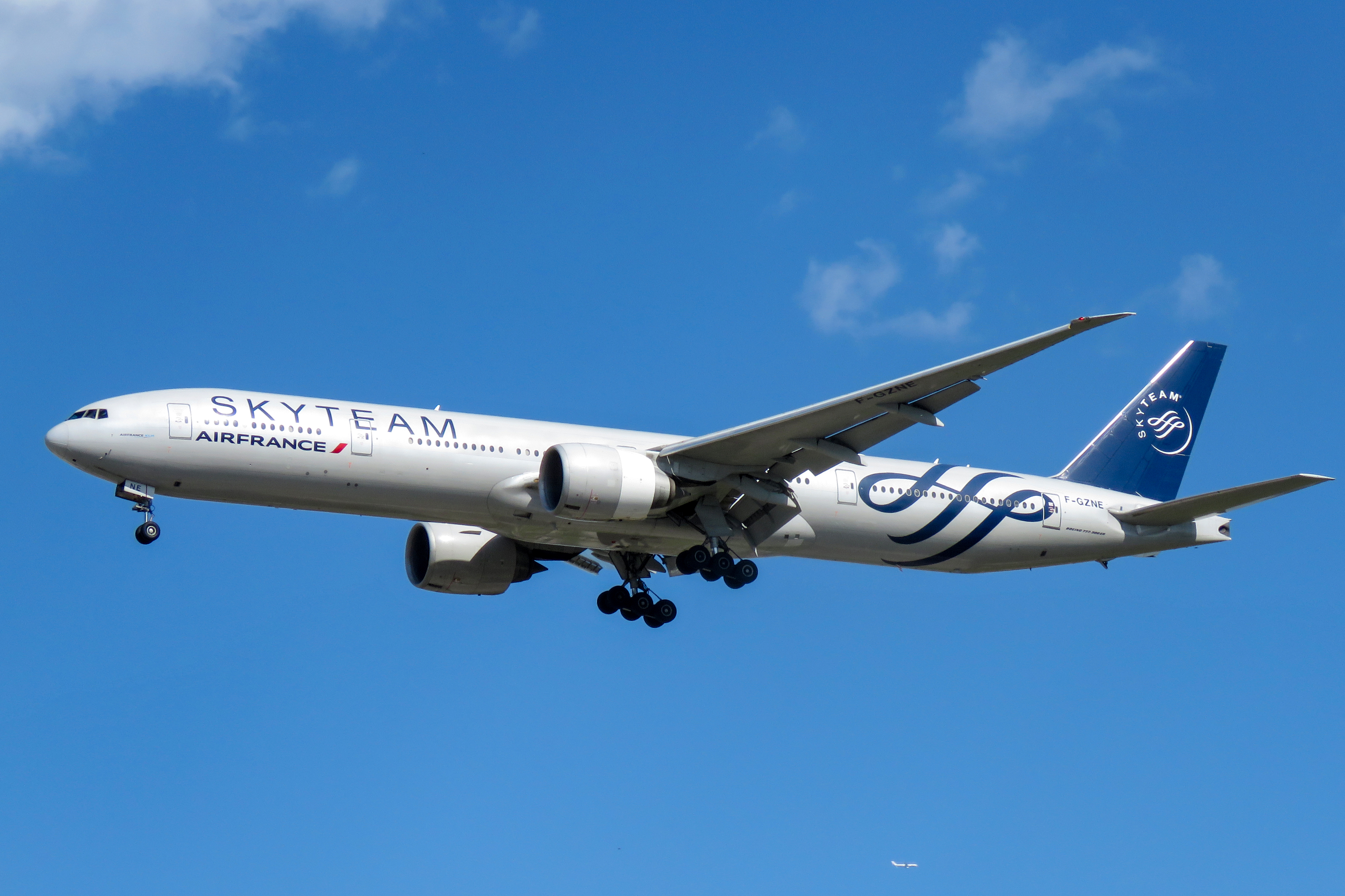
Boeing 777-300ER w barwach SkyTeam

- Alaska Airlines
- American Airlines
- British Airways
- Cathay Pacific
- Fiji Airways
- Finnair
- Iberia
- Japan Airlines
- Malaysia Airlines
- Oman Air
- Qantas
- Qatar Airways
- Royal Air Maroc
- Royal Jordanian
- SriLankan Airlines

### SkyTeam
Sojusz założony w 2000, według stanu na lipiec 2025 zrzeszał 18 linii lotniczych:
- Aerolíneas Argentinas
- Aeroméxico
- Air Europa
- Air France
- China Airlines
- China Eastern Airlines
- Delta
- Garuda Indonesia
- Kenya Airways
- KLM
- Korean Air
- Middle East Airlines
- Saudia
- SAS
- TAROM
- Vietnam Airlines
- Virgin Atlantic
- Xiamen Air